# Somatogyrus crassilabris
Somatogyrus crassilabris är en snäckart som beskrevs av Walker 1915. Somatogyrus crassilabris ingår i släktet Somatogyrus och familjen tusensnäckor. IUCN kategoriserar arten globalt som utdöd. Inga underarter finns listade i Catalogue of Life.